# Dunlap (Ohio)
Dunlap – jednostka osadnicza w Stanach Zjednoczonych, w stanie Ohio, w hrabstwie Hamilton.